# Arcidiocesi di Diamantina

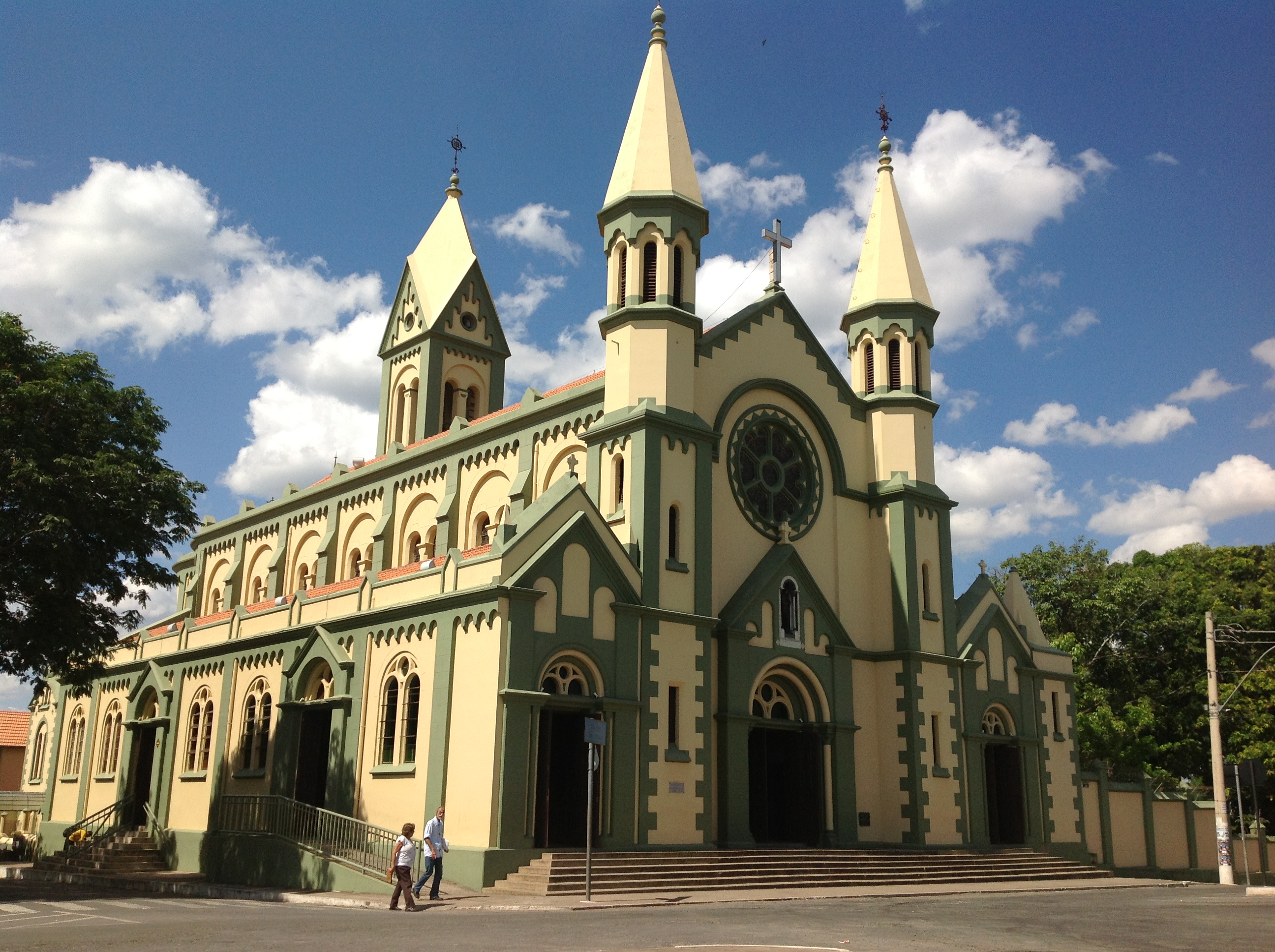
La basilica minore di San Gerardo Maiella a Curvelo.

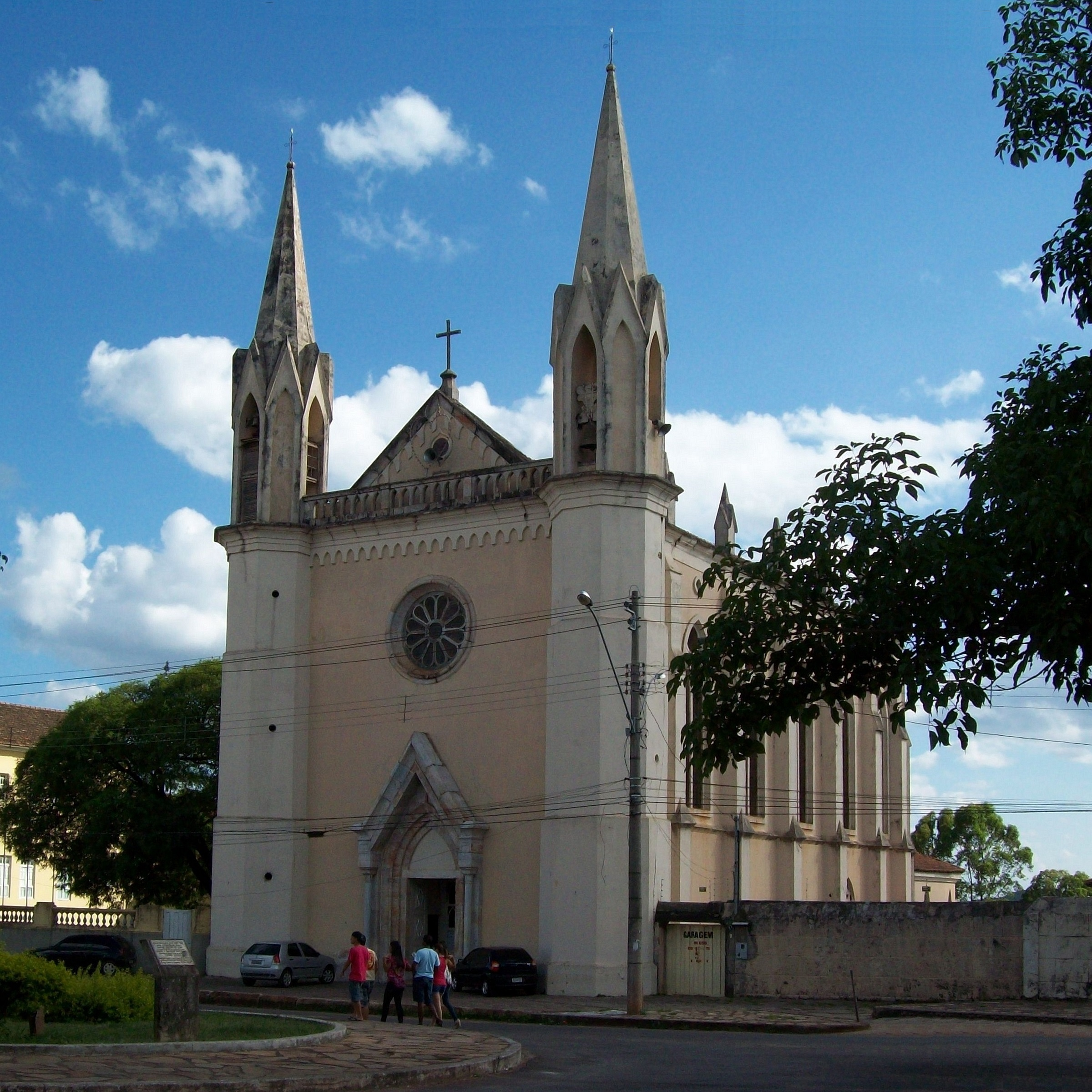
La basilica minore del Sacro Cuore di Gesù a Diamantina.

L'arcidiocesi di Diamantina (in latino Archidioecesis Adamantina) è una sede metropolitana della Chiesa cattolica in Brasile. Nel 2023 contava 436.000 battezzati su 536.000 abitanti. È retta dall'arcivescovo Darci José Nicioli, C.SS.R.

## Territorio
L'arcidiocesi comprende 34 comuni nella parte centrale dello stato brasiliano di Minas Gerais: Alvorada de Minas, Angelândia, Aricanduva, Augusto de Lima, Buenópolis, Buritizeiro, Capelinha, Carbonita, Congonhas do Norte, Corinto, Couto de Magalhães de Minas, Curvelo, Datas, Diamantina, Felício dos Santos, Felixlândia, Gouveia, Inimutaba, Itamarandiba, Joaquim Felício, Lassance, Monjolos, Morro da Garça, Pirapora, Presidente Juscelino, Presidente Kubitschek, Santo Antônio do Itambé, Santo Hipólito, São Gonçalo do Rio Preto, Senador Modestino Gonçalves, Serra Azul de Minas, Serro, Três Marias e Várzea da Palma.
Sede arcivescovile è la città di Diamantina, dove si trova la cattedrale di Sant'Antonio. Nell'arcidiocesi sorgono anche due basiliche minori: la basilica del Sacro Cuore di Gesù a Diamantina, e la basilica di San Gerardo Maiella a Curvelo.
Il territorio si estende su una superficie di 45.280 km² ed è suddiviso in 55 parrocchie, raggruppate in 6 foranie: Corinto, Curvelo, Diamantina, Itamarandiba, Pirapora e Serro.

### Provincia ecclesiastica
La provincia ecclesiastica di Diamantina, istituita nel 1917, comprende 4 suffraganee:
- diocesi di Almenara,
- diocesi di Araçuaí,
- diocesi di Guanhães,
- diocesi di Teófilo Otoni.

## Storia
La diocesi di Diamantina fu eretta il 6 giugno 1854 con la bolla Gravissimum sollicitudinis di papa Pio IX, ricavandone il territorio dalle diocesi di Mariana e di Olinda (oggi entrambe arcidiocesi) e dall'arcidiocesi di San Salvador di Bahia.
Originariamente suffraganea dell'arcidiocesi di San Salvador di Bahia, il 27 aprile 1892 entrò a far parte della provincia ecclesiastica di Rio de Janeiro e il 1º maggio 1906 passò a quella di Mariana.
Il 29 settembre 1907, il 10 dicembre 1910 e il 25 agosto 1913 cedette porzioni del suo territorio a vantaggio dell'erezione rispettivamente delle diocesi di Uberaba (oggi arcidiocesi), di Montes Claros (oggi arcidiocesi) e di Araçuaí.
Il 28 giugno 1917 è stata elevata al rango di arcidiocesi metropolitana con la bolla Quandocumque se praebuit di papa Benedetto XV.
Successivamente, ha ceduto a più riprese porzioni del suo territorio a vantaggio dell'erezione di nuove diocesi e precisamente: la diocesi di Sete Lagoas il 16 luglio 1955; la diocesi di Governador Valadares il 1º febbraio 1956; la diocesi di Itabira (oggi diocesi di Itabira-Fabriciano) il 14 giugno 1965; e la diocesi di Guanhães il 24 maggio 1985.

## Cronotassi dei vescovi
Si omettono i periodi di sede vacante non superiori ai 2 anni o non storicamente accertati.
- Marcos Cardoso de Paiva † (15 febbraio 1856 - 1860 dimesso) (vescovo eletto)
- Sede vacante (1860-1863)

- João Antônio dos Santos † (28 settembre 1863 - 17 maggio 1905 deceduto)
- Joaquim Silvério de Souza † (17 maggio 1905 succeduto - 29 gennaio 1909 nominato vescovo ausiliare di Rio de Janeiro[1])
- Joaquim Silvério de Souza † (25 gennaio 1910 - 30 agosto 1933 deceduto) (per la seconda volta)
- Serafim Gomes Jardim da Silva † (26 maggio 1934 - 28 ottobre 1953 dimesso[2])
- José Newton de Almeida Baptista † (5 gennaio 1954 - 12 marzo 1960 nominato vescovo di Brasilia)
- Geraldo de Proença Sigaud, S.V.D. † (20 dicembre 1960 - 10 settembre 1980 dimesso)
- Geraldo Majela Reis † (3 febbraio 1981 - 14 maggio 1997 ritirato)
- Paulo Lopes de Faria † (14 maggio 1997 - 30 maggio 2007 ritirato)
- João Bosco Oliver de Faria (30 maggio 2007 - 9 marzo 2016 ritirato)
- Darci José Nicioli, C.SS.R., dal 9 marzo 2016

## Statistiche
L'arcidiocesi nel 2023 su una popolazione di 536.000 persone contava 436.000 battezzati, corrispondenti all'81,3% del totale.
| anno | popolazione | popolazione | popolazione | presbiteri | presbiteri | presbiteri | presbiteri                | diaconi | religiosi | religiosi | parrocchie |
| anno | battezzati  | totale      | %           | numero     | secolari   | regolari   | battezzati per presbitero | diaconi | uomini    | donne     | parrocchie |
| ---- | ----------- | ----------- | ----------- | ---------- | ---------- | ---------- | ------------------------- | ------- | --------- | --------- | ---------- |
| 1949 | 580.367     | 630.350     | 92,1        | 90         | 55         | 35         | 6.448                     |         | 35        | 62        | 66         |
| 1966 | 601.200     | 650.000     | 92,5        | 87         | 67         | 20         | 6.910                     |         | 5         | 86        | 40         |
| 1968 | ?           | 680.000     | ?           | 71         | 65         | 6          | ?                         |         | 11        |           | 38         |
| 1976 | 582.123     | 598.534     | 97,3        | 59         | 49         | 10         | 9.866                     |         | 13        | 34        | 56         |
| 1980 | 605.018     | 650.020     | 93,1        | 42         | 30         | 12         | 14.405                    |         | 18        | 120       | 42         |
| 1990 | 524.000     | 540.000     | 97,0        | 52         | 36         | 16         | 10.076                    | 1       | 20        | 118       | 30         |
| 1999 | 564.000     | 587.000     | 96,1        | 53         | 47         | 6          | 10.641                    | 1       | 13        | 61        | 43         |
| 2000 | 571.000     | 594.000     | 96,1        | 57         | 50         | 7          | 10.017                    | 1       | 14        | 61        | 44         |
| 2001 | 420.010     | 450.602     | 93,2        | 56         | 52         | 4          | 7.500                     | 1       | 11        | 63        | 45         |
| 2002 | 447.861     | 480.487     | 93,2        | 57         | 53         | 4          | 7.857                     | 1       | 11        | 62        | 45         |
| 2003 | 486.864     | 586.584     | 83,0        | 56         | 52         | 4          | 8.694                     | 1       | 11        | 62        | 45         |
| 2004 | 486.864     | 586.584     | 83,0        | 59         | 55         | 4          | 8.251                     | 1       | 11        | 62        | 47         |
| 2006 | 431.748     | 488.000     | 88,5        | 61         | 57         | 4          | 7.077                     | 1       | 9         | 63        | 50         |
| 2013 | 459.000     | 524.000     | 87,6        | 72         | 64         | 8          | 6.375                     |         | 10        | 95        | 52         |
| 2016 | 471.000     | 537.762     | 87,6        | 80         | 73         | 7          | 5.887                     |         | 8         | 81        | 55         |
| 2019 | 442.715     | 542.938     | 81,5        | 79         | 74         | 5          | 5.603                     | 1       | 7         | 83        | 55         |
| 2021 | 431.000     | 529.108     | 81,5        | 84         | 78         | 6          | 5.130                     | 1       | 8         | 85        | 55         |
| 2023 | 436.000     | 536.000     | 81,3        | 74         | 69         | 5          | 5.891                     | 1       | 7         | 76        | 55         |